# Ареа Артиђаналае П.И.П. (Кунео)
Ареа Артиђаналае П.И.П. је насеље у Италији у округу Кунео, региону Пијемонт.
Према процени из 2011. у насељу је живело 42 становника. Насеље се налази на надморској висини од 597 м.